# Сеньковская волость (Купянский уезд)
Сеньковская во́лость — историческая административно-территориальная единица Купянского уезда Харьковской губернии с волостным правлением в слободе Сеньковой.
По состоянию на 1885 год состояла из 49 поселений, 26 сельских общин. Население — 18 983 человека (9628 человек мужского пола и 9355 — женского), 3129 дворовых хозяйств.
|                       | Площадь | В том числе пахотной |
| --------------------- | ------- | -------------------- |
| Сельских общин        | 42878   | 35212                |
| Частной собственности | 16428   | 7495                 |
| Другой собственности  | 337     | 152                  |
| В целом               | 59643   | 42859                |

Основные поселения волости:
- Сенькова — бывшая государственная слобода при реке Оскол в 22 верстах от уездного города Купянска. В слободе волостное правление, 355 дворов, 2024 жителя, православная церковь, школа, почтовая станция, 3 постоялых двора, 7 лавок, базар, 4 ярмарки (17 марта, 9 мая, 29 августа и 6 декабря).
- Берёзов — бывший государственный хутор, 101 двор, 603 жителя.
- Берестовый — бывший государственный хутор, 123 двора, 701 житель.
- Глушковка — бывший государственный хутор при реке Оскол, 159 дворов, 999 жителей.
- Загризов — бывший государственный хутор, 172 двора, 981 житель, постоялый двор.
- Кругляковка — бывшая государственная слобода при реке Оскол. В слободе 197 дворов, 1123 жителя, православная церковь, 2 лавки.
- Новоосиновая — бывшая государственная слобода. В слободе 179 дворов, 1124 жителя, православная церковь, лавка, ярмарка (вербная).

Храмы волости:
- Николаевская церковь в слободе Кругляковке (построена в 1871 г.[3])
- Свято-Духовская церковь в слободе Новоосиновой (построена в 1812 г.[3])
- Успенская церковь в слободе Сеньковой